# Léon Vérane
Léon Vérane, né à Toulon le 21 décembre 1886 et mort à Solliès-Pont le 10 novembre 1954, est un poète français. 

## Biographie
Léon Vérane était membre de l'École fantaisiste, qui regroupait également Paul-Jean Toulet, Tristan Derème, Jean-Marc Bernard, Tristan Klingsor et Francis Carco, Jean Pellerin et Robert de la Vaissière. Placé commis en mairie en 1904, le jeune Vérane se marie en 1909 et prend apparemment un chemin tout tracé. Mais après un premier recueil publié avec l'aide de Paul Fort en 1910, Vérane fonde la revue Les Facettes qui paraîtra avec des interruptions jusqu'en 1946 (de 1910 à 1914, de 1918 à 1928, en 1931-1932 et en 1945-1946). Après la Grande Guerre il continue son activité littéraire: huit ouvrages poétiques en une dizaine d'années, cinq études et portraits dont une évocation de son Toulon natal (1930). Bibliothécaire à Toulon, il effectue de fréquents voyages à Paris où  il envisage de s'installer durant les années vingt, afin de développer son réseau de connaissances littéraires et de faciliter la publication de ses ouvrages. La Seconde Guerre est une époque sombre pour le poète: il perd son épouse en 1941 et assiste au bombardement de la ville qui l'a vu naître. Au lendemain de la Libération, Vérane monte à Paris et y retrouve notamment François Bernouard, Philippe Chabaneix, Francis Carco, Vincent Muselli. Il publie encore trois ouvrages poétiques, reçoit le grand prix de la Maison de  Poésie, la Légion d'Honneur et en 1951, le prix Auguste-Capdeville de l’Académie française pour l'ensemble de son œuvre poétique. Il s'installe à Solliès-Pont près de Toulon après s'être remarié en 1951. Il meurt trois ans plus tard le jour de la fête de son saint patron.

## Publications
- La Flûte des satyres et des bergers, avec Arthur Verdier, poèmes, 1910
- Terre de songe, poèmes, 1911
- Dans le jardin des lys et des verveines rouges, poèmes, 1913
- Images au jardin, poèmes, 1921
- Le Promenoir des amis, poèmes, 1924
- Le Promenoir des amis : pièces complémentaires, 1924-1925, 1925
- Plus loin, poème, 1925
- Bellaud de la Bellaudière ou un Arquin provençal au XVIe siècle, étude sur la vie et l'œuvre de ce poète provençal, suivie d'un choix de ses poèmes avec traduction française, 1927
- Humilis, poète errant, biographie de Germain Nouveau, 1929
- Le Livre d'Hélène, poèmes, 1930
- Terre de songe, poèmes, 1930
- Toulon, 1930
- Le Livre des passe-temps, poèmes, 1931 - Prix Jules-Davaine de l’Académie française
- Le Chevalier Paul, 1931
- Les Étoiles noires, poèmes, 1933
- Imagerie toulonnaise, 1941
- La Fête s'éloigne, 1945
- La Calanque au soleil, 1946
- Le Tribut d'encens, poèmes, 1951
- Le Luthier des équipages, 1953
- Les Étoiles et les roses,  poèmes choisis, préface de Robert Houdelot, La Maison de poésie, Paris, 1996
- Complaintes pour les mauvais garçons, choix de poèmes préfacé par Philippe Chabaneix, Seghers, Paris, 1961

### Postérité
- Un square porte son nom à Toulon.
- Une avenue porte son nom à Solliès-Pont.
- Une rue porte son nom à Velaux.